# Wszyscy mają się dobrze (film 1990)
Wszyscy mają się dobrze (wł. Stanno tutti bene; fr. Ils vont tous bien) – włosko-francuski dramat filmowy z 1990 roku w reżyserii Giuseppe Tornatore.

## Obsada
- Marcello Mastroianni - Matteo Scuro
- Michèle Morgan - kobieta w pociągu
- Valeria Cavalli - Tosca
- Marino Cenna - Canio
- Norma Martelli - Norma
- Roberto Nobile - Guglielmo

## Produkcja
Zdjęcia kręcono we Włoszech w następujących lokacjach według regionów:
- Emilia-Romania (Rimini);
- Kampania (Neapol);
- Lacjum (Rzym, Orte w prowincji Viterbo);
- Lombardia (Mediolan);
- Marche (Fano w prowincji Pesaro i Urbino; Castelbellino w prowincji Ankona);
- Piemont (Turyn);
- Sycylia (Trapani, Marsala i San Vito Lo Capo w prowincji Trapani; Patti, Sant'Alessio Siculo i Furnari w prowincji Mesyna);
- Toskania (Florencja)[1].